# Composto de gás nobre
Os compostos de gases nobres são compostos químicos que incluem algum elemento dos gases nobres, grupo 18 da tabela periódica. Embora os gases nobres sejam geralmente elementos não reativos, muitos desses compostos foram observados, particularmente envolvendo o elemento xenônio. Do ponto de vista da química, os gases nobres podem ser divididos em dois grupos: de um lado os relativamente reativos criptônio (energia de ionização 14.0 eV), xenônio (12,1 eV) e radônio (10,7 eV), e do outro lado os pouco reativos argônio (15,8 eV), neônio (21,6 eV) e hélio (24,6 eV). Consistente com essa classificação, Kr, Xe e Rn formam compostos que podem ser isolados a granel na temperatura e pressão padrão ou próximas a essa temperatura (pelo menos em princípio para o radônio altamente radioativo), enquanto He, Ne, Ar formam ligações químicas usando técnicas espectroscópicas, mas apenas quando em temperaturas iguais ou inferiores a 40 K, em jatos supersônicos de gás nobre ou sob pressões extremamente altas com metais. 
Os gases nobres mais pesados têm mais invólucros de elétrons que os mais leves. Portanto, os elétrons mais externos estão sujeitos a um efeito de blindagem dos elétrons internos que os torna mais facilmente ionizados, uma vez que são menos fortemente atraídos pelo núcleo carregado positivamente. Isso resulta em uma energia de ionização baixa o suficiente para formar compostos estáveis com os elementos mais eletronegativos, flúor e oxigênio, e mesmo com menos elementos eletronegativos, como nitrogênio e carbono, sob certas circunstâncias. 

## História e antecedentes
Quando a família de gases nobres foi identificada pela primeira vez no final do século XIX, nenhum deles foi observado formando quaisquer compostos e acreditava-se inicialmente que eram todos gases inertes (como eram então conhecidos) que não podiam formar compostos. Com o desenvolvimento da teoria atômica no início do século XX, sua inércia foi atribuída a uma camada de valência completa de elétrons, que os tornam muito quimicamente estáveis e não reativos. Todos os gases nobres possuem seus subníveis de energia externos s e p preenchidos (exceto o hélio, o qual não tem o subnível p), e assim não formam compostos químicos facilmente. Sua alta energia de ionização e afinidade eletrônica quase nula explicam sua não reatividade. 
Em 1933, Linus Pauling previu que os gases nobres mais pesados seriam capazes de formar compostos com flúor e oxigênio. Ele previu especialmente a existência do hexafluoreto de criptônio (KrF6) e hexafluoreto de xenônio (XeF6), especulou que o XeF8 poderia existir como um composto instável e sugeriu que o ácido xênico formaria sais de perxenato.  Essas previsões se mostraram bastante precisas, embora as previsões subsequentes para o XeF8 indicassem que seria não apenas termodinamicamente instável, mas cineticamente instável.  Até 2013, XeF8 ainda não tinha sido produzido, embora o ânion octafluoroxenato (VI) (XeF2−8) tenha sido observado. 
Em 1960, nenhum composto com um átomo de gás nobre ligado covalentemente ainda havia sido sintetizado.  O primeiro relatório publicado, em junho de 1962, de um composto gasoso nobre foi de Neil Bartlett, que notou que o composto altamente oxidante hexafluoreto de platina ionizava O2 em 
O2+.
O+
2. Como a energia de ionização de O2 para 
O+
2 (1165 kJ mol−1) é quase igual à energia de ionização de Xe para Xe+ (1170 kJ mol-1), ele tentou a reação de Xe com PtF6 . Isso produziu um produto cristalino, hexafluoroplatinato de xenônio, cuja fórmula foi proposta comoe 
Xe+[PtF6]−.   Mais tarde foi demonstrado que o composto é realmente mais complexo, contendo XeFPtF5 e XeFPt2F11.  No entanto, este foi o primeiro composto real de qualquer gás nobre. 
Os primeiros compostos binários de gases nobres foram relatados no final de 1962. Bartlett sintetizou o tetrafluoreto de xenônio (XeF4) submetendo uma mistura de xenônio e flúor a alta temperatura.  Rudolf Hoppe e outros grupos de pesquisadores, sintetizaram o difluoreto de xenônio (XeF2) por meio da reação dos elementos. 
Após a primeira síntese bem-sucedida de compostos de xenônio, a síntese de difluoreto de criptônio (
KrF2) foi relatada em 1963. 

## Compostos verdadeiros de gases nobres
Ver Lista de compostos de gases nobres
Nesta seção, os gases nobres não radioativos são considerados em ordem decrescente de peso atômico, o que geralmente reflete a prioridade de sua descoberta e a amplitude das informações disponíveis para esses compostos. Os elementos radioativos radônio e oganesson são mais difíceis de estudar e são considerados no final da seção. 

### Compostos de xenônio

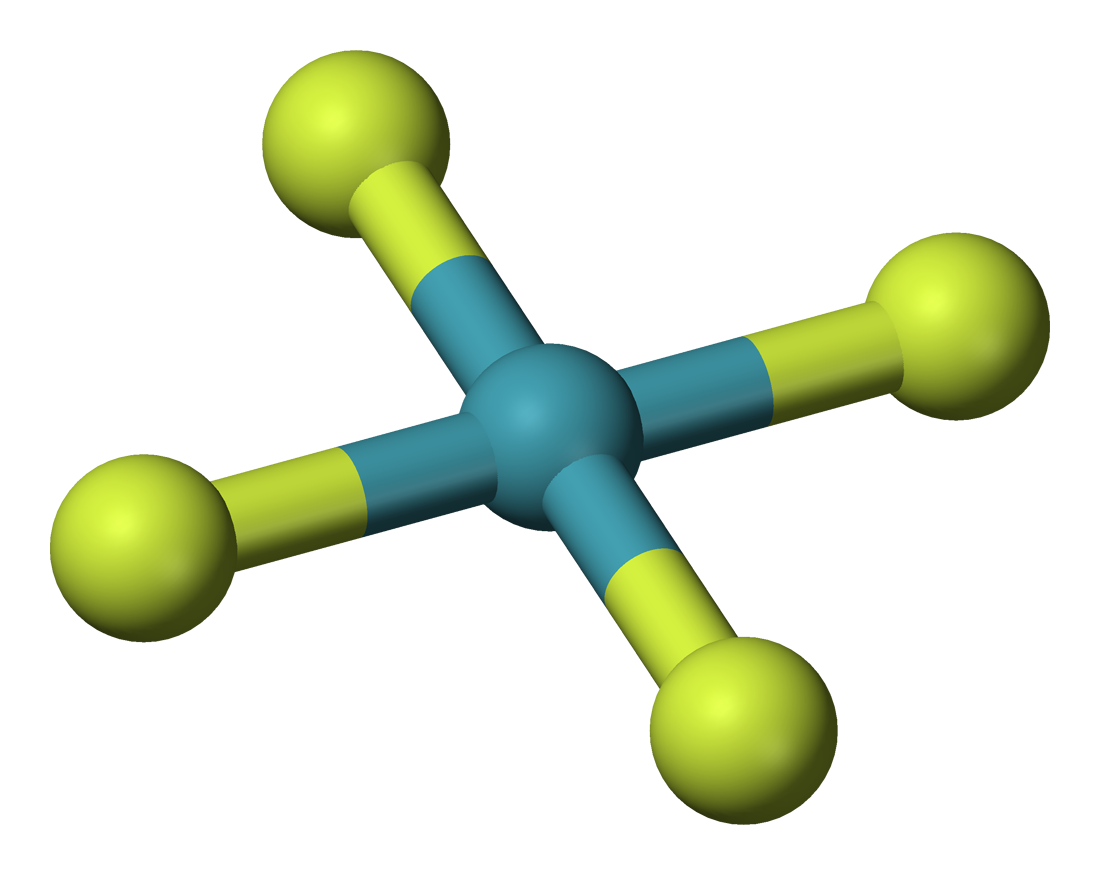

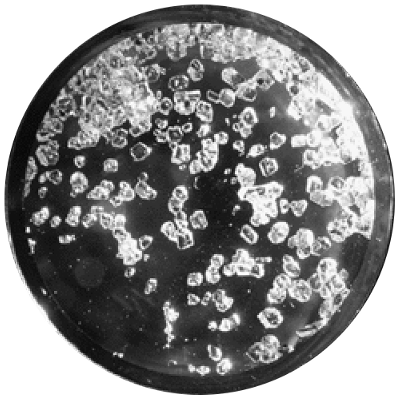
Tetrafluoreto de xenônio.

Após os estudos iniciais de 1962 sobre XeF4 e XeF2, os compostos de xenônio que foram sintetizados incluem outros fluoretos (XeF6), oxifluoretos (XeOF2, XeOF4, XeO2F2, XeO3F2, XeO2F4) e óxidos (
XeO2, XeO3 e XeO4). O difluoreto de xenônio foi produzido pela exposição dos gases Xe e F2 à luz solar, resultado que iludiu à observação por 50 anos. Fluoretos de xenônio reagem com vários outros fluoretos para formar fluoroxenatos, como o octafluoroxenato de sódio (
Na+
2XeF2−
8) e sais de fluoroxenônio, como hexafluoroantimonato de trifluoroxenônio (
XeF+
3SbF−
6). Desde então, foi demonstrado que o xenônio produz uma grande variedade de compostos do tipo XeOnX2 em que n é 1, 2 ou 3 e X é qualquer grupo eletronegativo, como CF3, C(SO2CF3)3, N(SO2F)2, N(SO2CF3)2, OTeF5, O(IO2F2), etc.; sendo um leque impressionante de compostos, semelhante ao observado com o elemento vizinho iodo, chegando aos milhares e envolvendo ligações entre xenônio e oxigênio, nitrogênio, carbono, boro e até ouro, além de ácido perxênico, vários halogenetos e íons complexos. O composto Xe2+Sb4F21- contém uma ligação Xe–Xe, que é a ligação elemento-elemento mais longa conhecida (308,71 pm = 3,0871 Å).  Excímeros de Xe2 de curta duração são relatados por ocorrer como uma parte da função de lasers excimer.  

### Compostos de criptônio

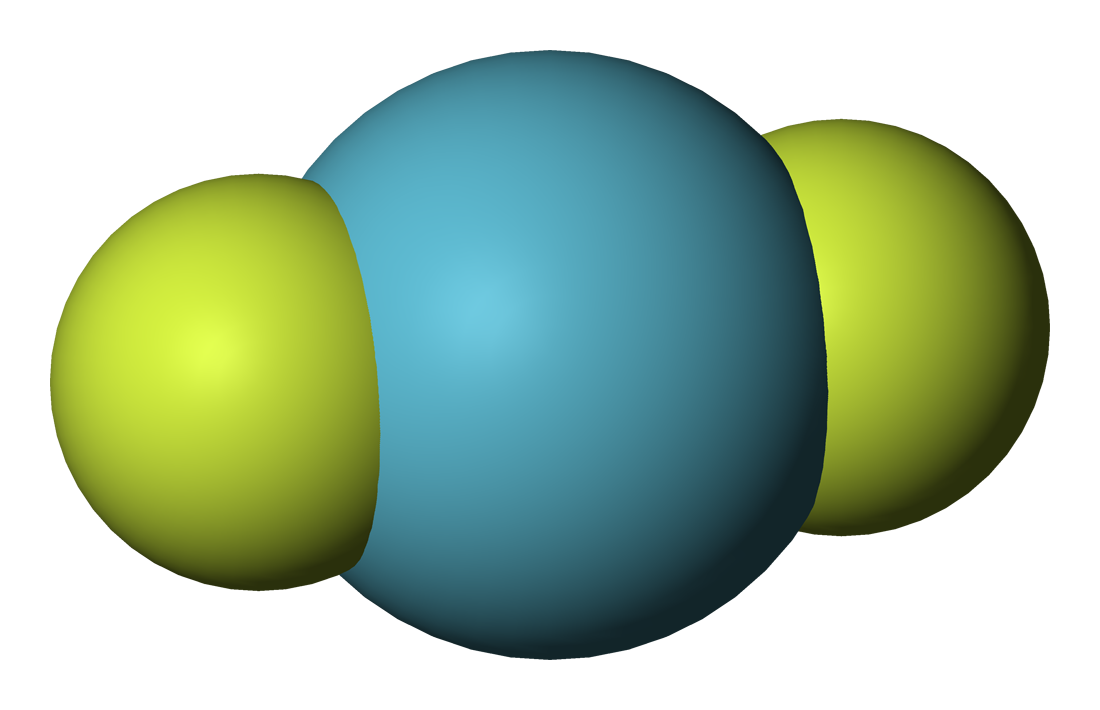

Difluoreto de criptônio.

O gás criptônio reage com o gás flúor sob condições de forçamento extremas, formando KrF2 de acordo com a seguinte equação: 
Kr + F2 → KrF2
O KrF2 reage com ácidos de Lewis fortes para formar sais de KrF+ e cátions Kr
2
F+
3.  A preparação do 
KrF4 relatada por Grosse em 1963, usando o método Claasen, foi posteriormente demonstrada ser uma identificação equivocada. 
Também foram descritos compostos de criptônio com outras ligações além do tipo Kr-F (compostos com átomos de Kr que não se ligam diretamente ao flúor). Quando 
KrF2 reage com 
B(OTeF5)3 pode produzir o composto instável, 
Kr(OTeF5)2, com uma ligação criptônio-oxigênio. Uma ligação do tipo criptônio-nitrogênio é encontrada no cátion [HC≡N–Kr–F]+
, produzido pela reação de 
KrF2 com [HC≡NH]+
[AsF −
6] abaixo de -50 °C. 

### Compostos de argônio

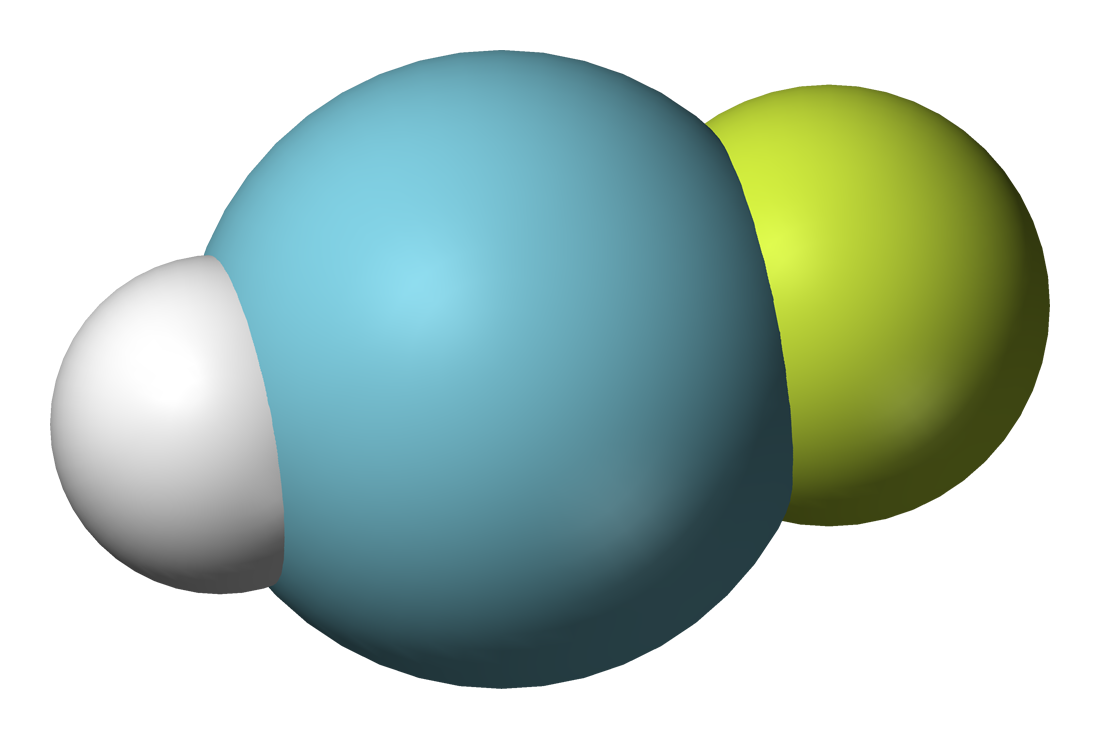
Fluoroidreto de argônio, HArF.

A descoberta do HArF foi anunciada em 2000.   O composto pode existir em matrizes de argônio de baixa temperatura para estudos experimentais e também ser estudado computacionalmente. O íon hidreto de argônio (
ArH+) foi obtido na década de 1970.  Este íon molecular também foi identificado na nebulosa do Caranguejo, com base na frequência de suas emissões de luz. 
Existe a possibilidade de que um sal sólido de ArF + possa ser preparado com o ânion 
SbF−
6ou 
AuF−
6.  

### Compostos de Neônio
Os íons Ne+, (NeAr)+, (NeH)+ e (HeNe+) são conhecidos a partir de estudos ópticos e espectrométricos de massa. O neônio também forma um hidrato instável, que, no entanto, trata-se de um clatrato e não de um composto verdadeiro. 
No ano de 2020 , foi detectada uma estrutura química na qual foi formada uma ligação Ne–B estável entre o neônio e uma estrutura de cluster icosaédrico aniônico de boro contendo grupos cianeto, uma estrutura relativamente inerte e estericamente impedida. Essa espécie química foi obtida por meio de bombardeamento de elétrons sobre o ânion [B12(CN)12]2- na fase gasosa na presença de Ne gasoso, seguida do resfriamento da mistura abaixo de -223°C (50 K). 
[B12(CN)12]2- ---> ‹[B12(CN)11]-› + CN-
(bombardeio de elétrons na fase gasosa)
[B12(CN)11]- + Ne ---> [B12(CN)11Ne]-
(fase gasosa, a 50K)
Essa reação criou uma espécie aniônica contendo o neônio ligado fracamente por ligação coordenada a um átomo de boro, de estrutura [B12(CN)11Ne]- (reações semelhantes, e mais favoráveis, foram também observadas com os gases nobres mais pesados Ar, Kr e Xe, mas não com o He). O bombardeio de elétrons causou a remoção de um dos grupos cianeto do cluster, deixando na estrutura resultante um átomo de boro altamente eletrofílico e com o octeto incompleto, o qual, nos experimentos, mostrou-se um ácido de Lewis tão forte que foi capaz de formar ligações estáveis com átomos de gases nobres como xenônio, criptônio e argônio à temperatura ambiente, e também o neônio abaixo de 50K. No entanto, embora aparente ser uma estrutura estável, o ânion de cluster de boro contendo neônio ainda não foi obtido como um sal isolável, devido à dificuldade em obter a espécie super-eletrofílica [B12(CN)11]- fora de um espectrômetro de massa. É teoricamente possível que esse íon contendo Ne possa ser isolado como um composto na forma de sais com cátions grandes, como por exemplo o tetrabutilamônio, e estima-se que outros clusters de boro semelhantes contendo outros grupos substituintes mais fortemente retirantes de elétrons (como -BO ou -OBO no lugar do -CN) possam gerar espécies químicas mais estáveis contendo Ne ou até mesmo ligar-se ao hélio.

### Compostos de Hélio
Existem evidências empíricas e teóricas para alguns compostos de hélio meta-estáveis que podem existir a temperaturas muito baixas ou pressões extremas. O cátion estável HeH+ foi relatado em 1925,  mas não foi considerado um composto verdadeiro, pois não é neutro e não pode ser isolado. 
Um íon metaestável contendo hélio previsto é o fluoroheliato, FHeO-, o qual pode teoricamente ser obtido a partir da intensa irradiação ultravioleta de uma mistura de um sal hipofluorito (como o CsOF em hélio líquido ultrafrio, próximo ao zero absoluto. Esse composto é previsto para ser estável a uma temperatura de -270°C (3 graus Kelvin) e ser estável como o sal de césio CsFHeO ou de tetrametilamônio, N(CH3)4FHeO. No entanto, as tentativas de obter esses compostos não deram resultados.
Em 2016, os cientistas criaram o composto de hélio heleto dissódico, Na2He, que foi o primeiro (e até agora - 2024 - o único) composto de hélio isolado.  No entanto, não há ligações químicas verdadeiras entre o sódio e o hélio, e, apesar do nome "heleto", o hélio não está formando um íon negativo.

### Compostos de radônio e oganesson
O radônio não é quimicamente inerte, mas sua meia-vida curta (3,8 dias para Rn222) e a alta energia de sua radioatividade tornam difícil investigar seu único fluoreto confirmado (RnF2), seu único óxido descrito (RnO3) e seus produtos de reação. 
Os isótopos de Oganesson têm meias-vidas ainda mais curtas na faixa de milissegundos e nenhum composto é conhecido ainda,  embora alguns tenham sido previstos teoricamente. É previsto também que o oganessônio, diferentemente de outros gases nobres, será um elemento reativo e não um elemento nobre, uma anomalia que se deve a efeitos quânticos relativísticos que causariam uma desestabilização em sua camada de valência.  Sua reatividade prevista é comparável à do chumbo, de forma que ele seria um elemento de reatividade normal e poderia teoricamente reagir facilmente com os outros elementos formando diversos compostos quimicamente estáveis.  No entanto, sua vida extremamente curta e a falta de isótopos estáveis limita muito as pesquisas.

## Relatórios anteriores ao hexafluoroplatinato de xenônio e tetrafluoreto de xenônio

### Clatratos

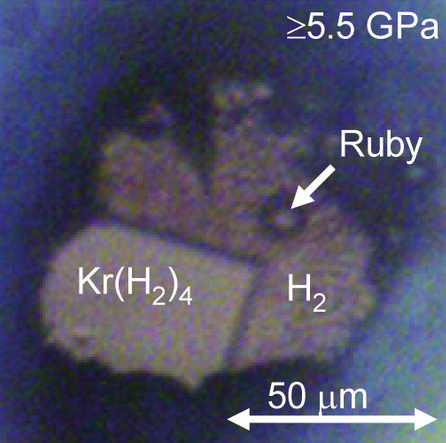
Kr(H_{2})_{4} e H_{2} sólidos formados em uma Célula de bigorna de diamante. O rubi foi adicionado para medição da pressão.

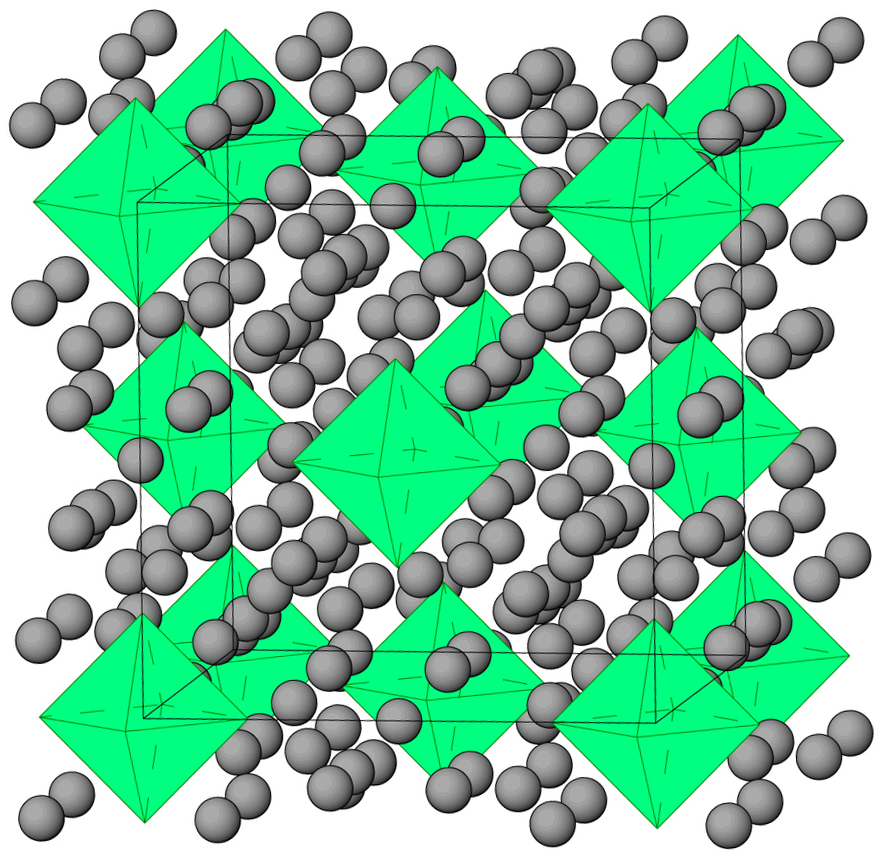
Estrutura de Kr(H_{2})_{4}. O octaedro de criptônio (verde) é cercado por moléculas de hidrogênio orientadas aleatoriamente.

Antes de 1962, os únicos compostos isolados de gases nobres eram clatratos (incluindo hidratos de clatrato); outros compostos, como compostos de coordenação, foram observados apenas por meios espectroscópicos.  Clatratos (também conhecidos como compostos de gaiola) são compostos de gases nobres nos quais os gases ficam presos dentro de cavidades de treliças de cristal de certas substâncias orgânicas e inorgânicas. A condição essencial para a sua formação é que os átomos convidados (dos gases nobres) sejam de tamanho apropriado para caber nas cavidades da rede cristalina hospedeira; por exemplo, Ar, Kr e Xe podem formar clatratos com β-quinol cristalino, mas He e Ne não se encaixam porque são muito pequenos. Além disso, Kr e Xe podem aparecer como convidados em cristais de melanoflogita. 
Cristais de hélio-azoto (He(N2)11) foram cultivados em temperatura ambiente e sob pressões ca. 10 GPa em uma célula de bigorna de diamante .  O clatrato argônio-hidrogênio (Ar(H2)2) sólido tem a mesma estrutura cristalina que a fase de Laves MgZn2. Ele se forma a pressões entre 4,3 e 220 GPa, embora as medições Raman sugiram que as moléculas de Ar(H2)2 se originem com o H2 acima de 175 GPa. Um sólido semelhante a Kr(H2)4 se forma a pressões acima de 5 GPa. Ele possui uma estrutura cúbica centrada na face, onde a criptônio octaedro é cercado por moléculas de hidrogênio orientadas aleatoriamente. Enquanto isso, em sólidos Xe(H2)8 átomos de xenônio formam dímeros dentro de hidrogênio sólido. 

### Compostos de coordenação
Postula-se que compostos de coordenação como Ar·BF3 existam em baixas temperaturas, mas nunca foram confirmados. Além disso, compostos como WHe2 e HgHe2 foram relatados como formados por bombardeio de elétrons, mas pesquisas recentes mostraram que esses são provavelmente o resultado de He sendo adsorvido na superfície do metal; portanto, esses compostos não podem realmente ser considerados compostos químicos. 

### Hidratos
Os hidratos são formados pela compressão de gases nobres na água, onde se acredita que a molécula de água, um dipolo forte, induz um dipolo fraco nos átomos dos gases nobres, resultando na interação dipolo-dipolo. Átomos mais pesados são mais influenciados do que os mais pequenos, por conseguinte, Xe•5.75 H2O foi relatado como tendo sido o mais estável hidrato;  tendo um ponto de fusão de 24 °C.  A versão deuterada deste hidrato também foi produzida. 

## Adutos de fulereno

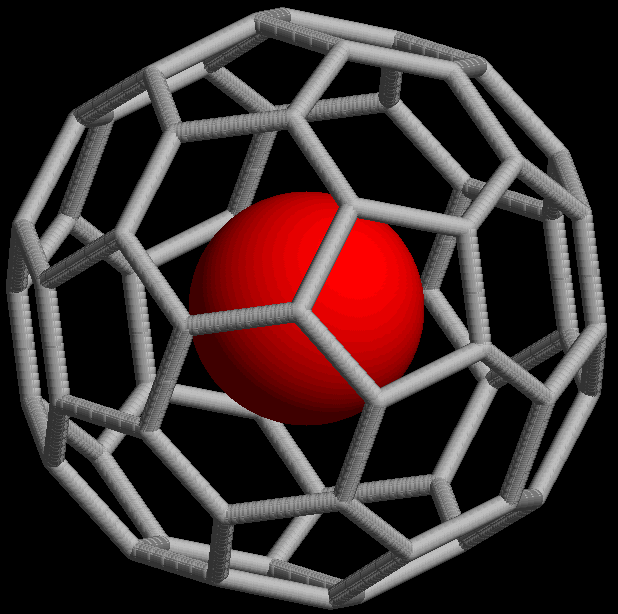
Estrutura de um átomo de gás nobre enjaulado dentro de uma molécula de bucky-bola (C60).

Gases nobres também podem formar compostos de fulereno endoédrico, onde o átomo de gás nobre fica preso dentro de uma molécula de fulereno. Em 1993, descobriu-se que quando C60 é exposto a uma pressão de cerca de 3 bar de He ou Ne, os complexos He@C60 e Ne@C60 são formados.  Sob essas condições, apenas uma em cada 650.000 gaiolas C60 foi dopada com um átomo de hélio; com pressões mais altas (3000 bar), é possível obter um rendimento de até 0,1%. Também foram obtidos complexos endoédricos com argônio, criptônio e xenônio, além de numerosos adutos de He@C60. 

## Aplicações
A maioria das aplicações de compostos gasosos nobres são como agentes oxidantes ou como um meio de armazenar gases nobres em uma forma densa. O ácido xênico é um valioso agente oxidante porque não tem potencial para introduzir impurezas - o xenônio é simplesmente liberado como gás - e, portanto, é rivalizado apenas pelo ozônio.  Os perxenatos são agentes oxidantes ainda mais poderosos.Oxidantes à base de xenônio também foram utilizados para sintetizar carbocações estáveis à temperatura ambiente, em soluções de SO2ClF.      
Sais estáveis de xênon contendo proporções muito altas de flúor em peso (como heptafluoroxenato de tetrafluoroamônio, NF4XeF7 e octafluoroxenato de tetrafluoroamônio (NF4)2XeF8) foram desenvolvidos como oxidantes altamente energéticos para uso como propulsores em foguetes.  Os fluoretos de xenônio são bons agentes fluoretantes. Clatratos foram usados para a separação de He e Ne de Ar, Kr e Xe, e também para o transporte de Ar, Kr e Xe.(Por exemplo, isótopos radioativos de criptônio e xenônio são difíceis de armazenar e descartar, e os compostos desses elementos podem ser mais facilmente manipulados que as formas gasosas ). Além disso, clatratos de radioisótopos podem fornecer formulações adequadas para experimentos que requerem fontes de tipos específicos de radiação; conseqüentemente, o clatrato de 85Kr fornece uma fonte segura de partículas beta, enquanto o clatrato de 133Xe fornece uma fonte útil de raios gama. 